# Reckoning
Reckoning — другий студійний альбом гурту R.E.M..

## Список композицій
Всі пісні написані Білл Беррі, Пітер Бак, Майк Міллз, і Майкл Стайп.
Перша сторона
1. "Harborcoat" – 3:54
2. "7 Chinese Bros." – 4:18
3. "So. Central Rain (I'm Sorry)" – 3:15
4. "Pretty Persuasion" – 3:50
5. "Time After Time (AnnElise)" – 3:31

Друга сторона
1. "Second Guessing" – 2:51
2. "Letter Never Sent" – 2:59
3. "Camera" – 5:52
4. "(Don't Go Back To) Rockville" – 4:32
5. "Little America" – 2:58

## Чарти

### Альбоми
| Рік  | Чарт             | Позиція |
| ---- | ---------------- | ------- |
| 1984 | US Billboard 200 | 27      |
| 1984 | UK Album Chart   | 91      |

## Учасники запису
R.E.M.
- Білл Беррі – ударні і бек-вокал
- Пітер Бак – гітара
- Майк Міллз – бас-гітара і бек-вокал
- Майкл Стайп – вокал і губна гармоніка

Сесійні музиканти
- Бертіс Даунс — бек-вокал в "Wind Out" (With Friends)
- Джефферсон Холт — вокал в "Wind Out" (With Friends)

Продукція
- Дон Діксон — музичний продюсер
- Мітч Істер — музичний продюсер
- Говард Фінстер — артдиректор